# Gymnastes violaceus
Gymnastes violaceus är en tvåvingeart. Gymnastes violaceus ingår i släktet Gymnastes och familjen småharkrankar.

## Underarter
Arten delas in i följande underarter:
- G. v. violaceus
- G. v. nilgiricus